# Kubáňovo
Kubáňovo (em húngaro: Szete) é um município da Eslováquia, situado no distrito de Levice, na região de Nitra. Tem 12,06 km² de área e sua população em 2018 foi estimada em 266 habitantes.

## Demografia
| Ano:        | 1994 | 2004    | 2014   | 2024    |
| ----------- | ---- | ------- | ------ | ------- |
| Broj ljudi: | 336  | 296     | 286    | 251     |
| Razlika:    |      | -11,90% | -3,37% | -12,23% |

| Ano:               | 2023 | 2024   |
| ------------------ | ---- | ------ |
| Número de pessoas: | 261  | 251    |
| Diferença:         |      | -3,83% |